# 京东电子竞技俱乐部
北京京东电子竞技俱乐部（英語：Beijing JDGaming，简称JDG）是一家总部位于中國北京市的职业电子竞技俱乐部。俱乐部包括在英雄联盟职业联赛（LPL）的队伍JDG以及在英雄联盟发展联赛（LDL）的队伍Joy Dream。2017年5月20日，在电商公司京东收购了QG Reapers在LPL的席位以及Now or Never在LSPL（现）的席位后，两支战队便正式成立。
在此次收购之前，京东电子竞技俱乐部拥有一支全女性成员的英雄联盟分部以及一支守望先锋分部，但这两支战队成绩不佳，现均被解散。

## 英雄联盟

### 历史
2017年5月20日，在京东收购了QG Reapers后，他们的队员及员工也交由京东管理。京东电子竞技俱乐部的首个队伍大名单包括上单简浩文（ID：Kabe）、打野金泰民（ID：Clid）、常平（ID：Xinyi）、中单金泰相（ID：Doinb）、下路徐秋彬（ID：Barrett）、李东昱（ID：LokeN）以及辅助胡振威（ID：Cloud）和左名豪（ID：LvMao）。队伍在2017年德玛西亚杯上上演首秀，他们0:2不敌LGD，最终排名9-12位。
JDG在2017LPL夏季赛比赛中被列为B组，以6胜10负的成绩排名第五。在2017年全国电子竞技大赛（NEST）预选赛上，他们2:0击败了EDG并成功晋级小组赛。JD Gaming闯入了NEST决赛，但最终0:2不敌iG获得亚军。在NEST后，JD Gaming进行了人员变更：Kabe、Xinyi、Doinb、Barrett以及Cloud离队，队伍签下了上单张星冉（ID：Zoom）以及中单曾奇（ID：Yagao）以填补空缺。新阵容为Zoom、Clid、YaGao、LokeN以及LvMao，他们在2017德玛西亚冠军杯上再次不敌iG，最终排名第四。
在2018LPL春季赛期间，JDG被分在了东部，他们以10胜9负的成绩排名第四晋级季后赛。季后赛中他们0:3不敌BLG，位列7-8名。JDG在2018LPL夏季赛东部以13胜6负的成绩排名第三晋级季后赛，在三四名决赛中他们以3-0击败RW获得季军。在冒泡赛中，EDG3:2险胜JDG，终结了他们进军英雄联盟2018赛季全球总决赛的梦想。在2018 NEST的决赛上，JDG2:1击败了TOP获得了冠军。
2018年11月20日，Clid和LokeN在休赛期离开了JDG。12月，队伍分别从RW和100T签下了打野成演俊（ID：Flawless）和杜唯庆（ID：Levi）；来自YM（Young Miracles）的下路朱英勋（ID：Bvoy）和WE的下路具晟彬（ID：Imp）以自由人身份加入队伍。新阵容在2018德玛西亚杯上排名7-8位。
在2019LPL春季赛常规赛上，JDG排名第八，仅仅以最后一名的身份晋级季后赛。然而他们接连击败了WE、RNG以及FPX，一串三进入了决赛。这出乎了许多分析师的预料，因为WE、RNG和FPX在常规赛中分别排名第五、第四和第一。JDG最终在决赛中被iG3:0横扫，获得亚军。
2019年5月13日，Levi和Bvoy离队，前者回到了老东家GAM Esports。5月23日，来自Griffin的打野徐进赫（ID：Kanavi）加入JDG。2019年7月，JDG戰隊首次參加洲際賽，然而隊員表現不佳，先後輸給了GRF、DWG等韓國強隊。到了2019年夏季賽的時候，JDG隊員狀態再度陷入低谷，導致常規賽中不斷失利，最終以6胜9負的戰績在常規賽中排名第十，無緣季後賽。憑著春季賽優異的成績，獲得了冒泡賽的資格，然而JDG被IG戰隊3:2擊敗，失去了參加2019年全球總決賽的資格。
2020年5月2日，JDG在2020LPL春季赛常规赛排名第二位，并在总决赛上3:2险胜TES获得总冠军，这也是他们队史第一个LPL冠军。
時隔近一個月後，JDG以春季賽冠軍作為一號種子參加季中杯（2020 mid-season cup）賽事。比賽中，JDG戰隊首戰不敵LCK的Gen.G戰隊，餘下兩場分別拿下兄弟戰隊IG和LCK的DRX，由於JDG累計獲勝時間最長，JDG進入第二場加賽。JDG第二度擊敗了DRX，以小組第二順利晉級半決賽。然而JDG被FPX3:1擊敗，無緣決賽。
夏季賽初京東狀態低迷，接連被Top Esports和Royal never give up戰隊擊敗。所幸JDG戰隊全員狀態調整，擺脫了失敗的頹勢，常規賽一度豪取11連勝，重現春季賽冠軍連勝的風采。常規賽以13-3的成績排名第二，保送季後賽半決賽。季後賽中JDG以3-1擊敗了LGD Gaming，然而在決賽中，JDG和TES鏖戰5局，以2-3的比分不敵Top Esports，奪得夏季賽決賽的亞軍。憑著春季賽冠軍的60分加上夏季賽亞軍90分，JDG以全年積分第一作為2號種子參加2020年的全球總決賽。
S10全球總決賽小組賽中，JD Gaming以小組成績4勝2負為2號種子出線，進入八強淘汰賽。然而JD Gaming在八強淘汰賽中以1-3比分不敵同為LPL的Suning戰隊，止步8強。
11月3日，JD Gaming官方微博宣佈Homme正式卸任主教練一職，成為自由人。一個月后的12月10日，JD Gaming官宣前Suning的主教練史益豪（ID:Chashao）加盟JD Gaming擔任該隊的主教練。
12月17日，JDG微博官宣原LGD的主力中單蘇漢偉（ID:Xiye）、原LCK賽區的AF戰隊ADC選手陳聖俊（ID:Mystic）正式加入JD Gaming。巧合的是，二人都曾在WE戰隊擔任主力數年。但在下个赛季，Xiye和Mystic组合在JDG仅参加了几场比赛就沦为替补，分别于次年五月和九月离队。
2021年春季赛，JDG以12-4的成绩位列常规赛第四晋级季后赛，但在季后赛第一场就被FPX以3-1击败，2021年夏季赛常规赛更是以9-7位列第12无缘季后赛，同时也失去了参加2021年全球总决赛的资格。2021年12月，主教练史益豪（ID:Chashao）、建队元老上单选手张星冉（ID：Zoom）和辅助选手左名豪（ID：LvMao）均宣布离开JDG，同时上路选手白家浩（ID：369）、下路王杰（ID：Hope）和辅助娄运峰（ID：Missing）官宣加入，同时JDG的前教练尹成荣（ID：Homme）再度回到JDG。	
2022年春季赛，新阵容表现强势，以11-5的成绩位列常规赛第四。季后赛中，JDG先是以3-2击败WBG，后以2-3落败于RNG，落入败者组，在败者组第一轮比赛中以1-3负于深圳V5。2022年夏季赛常规赛，JDG以14-2位列第二，季后赛中先是以3-0击败LNG，在之后的胜者组决赛中以3-2击败TES，9月1日在lpl夏季赛总决赛的舞台上JDG 3：2 再次击败Tes夺得2022年lpl夏季赛冠军。同时将以LPL一号种子的身份出征英雄联盟2022赛季全球总决赛。
S12全球总决赛中，由于JDG在小组赛中拥有5胜1负的成绩并在加赛中击败来自韩国LCK赛区的DK戰隊，以B组一号种子出线，进入八强淘汰赛。在八强淘汰赛中，以3-0比分击败了来自LEC赛区的Rogue，進入四強。在半決賽中，以1-3比分不敵來自LCK賽區的T1戰隊，止步四強。
2023年春季赛，在中路曾奇（ID：Yagao）、下路王杰（ID：Hope）離隊的情况下，JDG引入韩国选手朴载赫（ID：Ruler）、原TES中路卓定（ID：Knight），新陣容表现强势，以13-3成绩位列常规赛第一。在季后赛中，JDG先后击败了BLG和EDG战队，并在春季赛总决赛中再次以3-1比分击败从败者组进入决赛的BLG战队，获得2023年LPL春季赛冠军，并以LPL一号种子身份出战英雄联盟2023季中冠军赛(MSI)。在S13季中冠军赛中，JDG先后击败来自北美LCS的GG战队和LPL的BLG战队，并在胜者组决赛中以3-2比分击败来自LCK的T1战队，最终在总决赛中以3-1比分击败从败者组进入决赛的BLG战队，获得2023季中冠军赛冠军。在夏季赛中，JDG以14-2的成绩位列常规赛第二，在季后赛中先后击败LNG和BLG，并在决赛中以3-2比分再次击败从败者组进入决赛的LNG，获得2023年LPL夏季赛冠军，并以LPL一号种子身份出战英雄联盟2023赛季全球总决赛。
S13全球總決賽當中，在瑞士輪以三勝成績進入八強，八強賽中3:1擊敗KT，但在半決賽中1:3不敵來自LCK賽區的T1戰隊，止步四強。
2024年9月2日，在2024LPL全球总决赛资格赛中，JDG以2-3比分不敌WBG，失去了参加英雄联盟2024赛季全球总决赛的资格。

### 比赛成绩
| 排名    | 比赛                   | 最终成绩                      |
| ------- | ---------------------- | ----------------------------- |
| 9－12名 | 2017德玛西亚杯         | 0:2（对阵LGD Gaming）         |
| 第5名   | 2017LPL夏季赛（B组）   | 6勝10负                       |
| 晋级    | 2017 NEST资格赛        | 2:0（对阵Edward Gaming）      |
| 亚军    | 2017 NEST              | 0:2（对阵Invictus Gaming）    |
| 殿军    | 2017德玛西亚冠军杯     | 0:2（对阵Invictus Gaming）    |
| 殿军    | 2018LPL春季赛（东部）  | 10胜9负                       |
| 7－8名  | 2018LPL春季赛季后赛    | 0:3（对阵Bilibili Gaming）    |
| 第3名   | 2018LPL夏季赛（东部）  | 13胜6负                       |
| 季军    | 2018LPL夏季赛季后赛    | 3:0（对阵Rogue Warriors）     |
| 季军    | 2018中国区冒泡赛决赛   | 2:3（对阵Edward Gaming）      |
| 冠军    | 2018 NEST              | 2:1（对阵Topsports Gaming）   |
| 7－8名  | 2018德玛西亚杯         | 1:2（对阵Edward Gaming）      |
| 第8名   | 2019LPL春季赛          | 9胜6负                        |
| 亚军    | 2019LPL春季赛季后赛    | 0:3（对阵Invictus Gaming）    |
| 5－8名  | 2019 NEST              | 1:2（对阵Invictus Gaming）    |
| 亚军    | 2019年洲际系列赛       | 1:3（对阵LCK赛区）            |
| 第10名  | 2019LPL夏季赛          | 6胜9负                        |
| 季军    | 2019中国区冒泡赛决赛   | 2:3（对阵Invictus Gaming）    |
| 第二名  | 2020LPL春季赛          | 12胜4负                       |
| 冠军    | 2020LPL春季赛季后赛    | 3:2（对阵Top Esports）        |
| 3－4名  | 2020年英雄联盟季中杯   | 1:3（对阵FunPlus Phoenix）    |
| 第二名  | 2020LPL夏季赛          | 13胜3负                       |
| 亚军    | 2020LPL夏季赛季后赛    | 2:3（对阵Top Esports）        |
| 八强    | S10全球总决赛          | 1:3（对阵Suning）             |
| 3－4名  | 2020德玛西亚杯         | 2:3（对阵WE）                 |
| 第4名   | 2021LPL春季赛          | 12胜4负                       |
| 5－6名  | 2021LPL春季赛季后赛    | 1:3（对阵FPX）                |
| 冠军    | 2022LPL夏季赛季后赛    | 3:2（对阵Top Esports）        |
| 四强    | S12全球总决赛          | 1:3（对阵T1）                 |
| 冠军    | 2023LPL春季赛季后赛    | 3:1（对阵Bilibili Gaming）    |
| 冠军    | 2023英雄联盟季中冠军赛 | 3:1（对阵Bilibili Gaming）    |
| 冠军    | 2023LPL夏季赛季后赛    | 3:2（对阵Suzhou LNG Esports） |
| 四強    | S13全球总决赛          | 1:3（对阵T1）                 |
|         |                        |                               |

## 王者荣耀
2024年6月3日，JDG宣布收购王者荣耀职业联赛战队厦门VG，并以北京JDG参加KPL。
| 位置       | 选手ID | 姓名   |
| ---------- | ------ | ------ |
| 主教练     | 行天   | 孙翔   |
| 赛训负责   | 飞     | 潘飞   |
| 赛训经理   | 玉林   | 谭玉林 |
| 数据分析师 | Vison  | 尹玮   |
| 助教       | 暴风锐 | 刘伟杰 |
| 领队       | Goo    | 勾晨醒 |
| 对抗路     | 轻语   | 谢欣臻 |
| 打野       | 今屿   | 徐翔宇 |
| 中路       | 清融   | 黄垚钦 |
| 发育路     | 绝意   | 廖友侠 |
| 发育路     | 零栩   | 喻创鑫 |
| 游走       | 无畏   | 杨涛   |
| 游走       | 白清   | 吴轲蔚 |

## 和平精英

### 队友名单
| 位置   | 国籍           | ID                  | 姓名   |
| ------ | -------------- | ------------------- | ------ |
| 主教练 | 中华人民共和国 | 朗朗                | 肖震   |
| 架枪位 | 中华人民共和国 | JDG.paraboy（队长） | 朱伯丞 |
| 指挥位 | 中华人民共和国 | JDG.苏楠            | 苏学壮 |
| 自由位 | 中华人民共和国 | JDG. 导师           | 宋建涛 |
| 突击位 | 中华人民共和国 | JDG. 咚咚           | 蔡咚咚 |
| 突击位 | 中华人民共和国 | JDG.小明            | 蒋金豪 |
| 突击手 | 中华人民共和国 | JDG.Xiao7           | 彭义翔 |

（以上名單截止於2025年6月）

## Apex 英雄
2025年5月13日，JDG签下了原亚太南赛区的XNY战队阵容，成立了Apex 英雄分部。
| ID     | 国籍 | 姓名                 | 备注 |
| ------ | ---- | -------------------- | ---- |
| Yuchen |      | 肖尧                 |      |
| jr     |      | 高嘉嵘               |      |
| xd     |      | 赵文博               |      |
| yanlys |      | Japser Yue Wei Xiang | 教练 |